# 「雪蛍」
「「雪蛍」」（ゆきほたる）は、日本のバンドPlastic Treeの15枚目のシングルである。2004年1月21日発売。発売元はユニバーサルミュージック。

## 概要
- コンセプトシングル第1弾。
- 初回プレス盤はデジパック仕様・特製ステッカー封入。
- PV監督は近藤廣行。

## 収録曲
1. 「雪蛍」[4:31]
作詞・作曲：有村竜太朗／編曲：Plastic Tree
2. 白い足跡[5:01]
作詞・作曲：長谷川正／編曲：Plastic Tree
3. 冬の海は遊泳禁止で[4:41]
作詞：有村竜太朗／作曲：ナカヤマアキラ／編曲：Plastic Tree

## 収録アルバム

### 「雪蛍」
- オリジナル『cell.』（2004年8月25日）
- ベスト『Best Album 白盤』（2005年10月26日）

### 白い足跡
- ベスト『B面画報』（2007年9月5日）

### 冬の海は遊泳禁止で
- ベスト『B面画報』（2007年9月5日）
- ベスト『ALL TIME THE BEST』（2010年7月7日）

## タイアップ
- 「雪蛍」：広島RCC中国放送『COOL Syndicate』2004年1月度エンディングテーマ